# Peter Brzezinski
Peter Piotr Brzezinski, född 3 juli 1961, är en svensk kemist.
Peter Brzezinski disputerade 1989 vid Chalmers tekniska högskola. Han är professor i biokemi vid Stockholms universitet.
Peter Brzezinskis forskning gäller bland annat enzymet cytokromoxidas och cellmembraner. Han är ledamot av Nobel Group Interests AB. Han invaldes 2007 som ledamot av Kungliga Vetenskapsakademien.